# Vâlcelele, Giurgiu
Vâlcelele (în trecut, Belimoaica) este un sat în comuna Vânătorii Mici din județul Giurgiu, Muntenia, România.